# Henning Chadde
Henning Chadde (auch: Henry Chadde; * 1969 in Hannover) ist ein deutscher Journalist, Kulturmanager sowie Herausgeber und Moderator. Er ist Co-Organisator der deutschsprachigen Poetry-Slam-Meisterschaften 2017 in Hannover.

## Leben
Aufgewachsen im Umland von Hannover, studierte Henning Chadde nach seinem Schulabschluss   an der Leibniz Universität die Fächer Geschichte und Germanistik. Während seiner Recherchen in der von der Stadtbibliothek Hannover vorgehaltenen wissenschaftlichen Literatur entwickelte er Anfang der 1990er Jahre dort seine Vorliebe für Gegenwartsliteratur und Belletristik.
Bald publizierte Henning Chadde eigene Schriften in Anthologien, Literaturzeitschriften und im Selbstverlag. Seit 1995 tritt er mit eigenen Texten bundesweit bei Autorenlesungen auf, insbesondere im Bereich Slam-Poetry.
Ebenfalls etwa Mitte der 1990er Jahre organisiert und moderiert Chadde „monatliche Lesereihen in Hannover und Umland“, darunter Macht Worte – Der hannoversche Poetry Slam, die Leseshow Überholspurpiraten oder Der Kulturkiosk.
Ebenfalls Anfang des 21. Jahrhunderts begann Henning Chadde seine seitdem mehr als ein Jahrzehnt fortgesetzte Literaturreihe ABC-Alarm!, bei der bundesweite agierende Autoren und Autorengruppen auftreten.
Gemeinsam mit Jörg Smotlacha, Tobias Kunze, Jan Sedelies und der Bloggerin Ninia Binias organisierte Chadde die deutschsprachigen Poetry-Slam-Meisterschaften 2017, bei denen vom 24. bis 28. Oktober des Jahres 20 Dichtergruppen und 110 einzelne Poeten beispielsweise im Kulturzentrum Faust auftraten.

## Werke (Auswahl)

### Schriften
- Henning Chadde, Kersten Flenter (Hrsg.): Ver(w)ortungen. Lesebuch Lindener Autorinnen und Autoren, Hannover: Kulturkontor Hannover e.V., 2014, ISBN 978-3-941-55231-9, S. 22–26
- Henning Chadde, Jörg Smotlacha: Buch oder Bier? Eine Anthologie mit 33 Poetry-Slam- und Lesebühnen-Texten zum Thema „Geist oder Geistiges?“, Helmstedt: Blaulicht-Verlag, 2012, ISBN 978-3-941552-16-6; Inhaltsverzeichnis
- Nach dem Hunger. Lektora, 2022, ISBN 978-3-95461-229-1.